# 南海平野線
平野線（ひらのせん）は、大阪府大阪市西成区の今池停留場から同市平野区の平野停留場までを結んでいた南海電気鉄道の軌道路線。
今池停留場で南海阪堺線（現・阪堺電気軌道阪堺線）から分岐し、現在の阪神高速14号松原線にほぼ沿う形で平野停留場までを結んでいた。平野停留場は現在の西日本旅客鉄道関西本線（JR西日本）の平野駅や大阪市営地下鉄谷町線（現・Osaka Metro谷町線）の平野駅とは別の位置にあった。
1980年（昭和55年）11月27日、阿倍野 - 西平野間のほぼ真下に沿って大阪市営地下鉄谷町線の天王寺 - 八尾南間が延伸開業したため、それまで担ってきた役割を同線に譲る形で同日限りで廃止された。

## 路線データ
- 管轄：平野運輸区
- 路線距離（営業キロ）：今池 - 平野間 5.9km
- 軌間：1435mm
- 駅数：11駅（起終点駅含む）
- 複線区間：全線
- 電化区間：全線電化（直流600V）
- 変電所：中野変電所
- 車両基地：大和川車庫（現在の阪堺電気軌道我孫子道車庫）
- 車両工場：大和川検車区（現在の阪堺電気軌道大和川車両区）
- 運転速度：併用軌道40km/h、新設軌道50km/h（特例で認可）

## 歴史
1913年 （大正2年）2月14日、阪南電気軌道株式会社が大阪府西成郡今宮村今池（現在の大阪府大阪市西成区萩之茶屋付近） - 大阪府東成郡平野郷町（現在の大阪府大阪市平野区平野本町）間の軌道敷設の認可を得て工事を開始した。阪南電気軌道は半年後の1913年 （大正2年）7月16日に阪堺電気軌道株式会社と合併したため、同社が工事を引き継いだ。そして、1914年 （大正3年）4月26日に今池 - 平野間5.9kmが阪堺電気軌道（初代）平野支線として開業した。1915年には南海鉄道と合併し、南海平野線となった。
沿線は当時、綿の生産が盛んな農村地帯であったが、当線の開業により住宅地としても発展することとなった。そして、大阪市都心部 - 平野方面への旅客流動が既存の恵美須町駅方面よりも、天王寺駅（阿倍野停留場で上町線に乗り換え、または徒歩）へと向かう乗客が増加したことから、上町線と平野線とが平面交差する阿倍野交差点に連絡線を建設し、1929年から天王寺駅前 - 平野間の直通運転を開始した。また旅客の増加に伴い、1929年 （昭和4年）12月8日からは2両連結運転を開始した。
しかし1951年（昭和26年）12月20日、それまで天王寺止まりであった大阪市営地下鉄1号線（現・Osaka Metro御堂筋線）が昭和町駅まで延伸された。昭和町駅は南海文ノ里停留場と近接していたことから、それに伴い平野線乗客の多くが文ノ里停留場で昭和町駅へと乗り換えるようになった。そのために乗客が減少し、2両連結運転も中止された。
その後、沿線の宅地開発とこれに伴う著しい人口増加に対応するため、1971年 （昭和46年）12月の都市交通審議会において、「この地域に高速鉄道の整備が必要」と答申された。
それを受けて大阪市交通局が1973年 （昭和48年）3月から平野線の阿倍野 - 西平野間に並行するルートで、大阪市営地下鉄谷町線・天王寺 - 八尾南間10.5kmの延伸工事を始めた。
また、阪神高速道路公団（現在の阪神高速道路株式会社）が、阿倍野入口と松原JCTとを結ぶ阪神高速14号松原線の建設を計画していたことから、1978年（昭和53年）11月26日に、10年間の使用貸借契約を条件として、阿倍野 - 西平野間4.2kmの専用軌道区間の鉄道用地を阪神高速道路公団に売却した。阪神高速松原線は大阪市営地下鉄谷町線・阿倍野 - 喜連瓜破間を基礎部分とし、谷町線と同時進行で建設された。
谷町線は、南海平野線の代替に加えて、それまで大阪市営バスしか交通手段がなかった平野区長吉方面と大阪市都心部とを直結する輸送機関として、1980年 （昭和55年）11月27日に開業した。これに伴い平野線は、1980年 （昭和55年）11月28日に廃止された。1980年11月27日の1日に限り、谷町線と平野線の両方が同時に運行していた。
平野線の最終運行日となった1980年 （昭和55年）11月27日は、始発電車から終日無料として開放された。この日限りで姿を消す平野線、また平野線専用車両として運用され廃線と同時に廃車となることが決定していたモ205型電車を惜しんで、沿線住民や鉄道ファンらが早朝から詰め掛けた。沿線の各停留場では、明浄学院高等学校の吹奏楽部による『蛍の光』の演奏、幼稚園児から乗務員への花束贈呈、鉄道友の会主催のお別れ会、西平野停留場では地車囃子の演奏などの行事が開催された。

### 年表
- （明治の終わり頃）：阪南電気軌道が大阪府西成郡今宮村字今池から大阪府東成郡平野郷町に至る3.48マイルの軌道敷設を計画。
- 1912年（大正元年）：阪南電気軌道が大阪府西成郡今宮村字今池から大阪府東成郡平野郷町に至る3.48マイル軌道敷設を出願。『軌道法』に基づき、大阪府西成郡今宮村字今池から大阪府東成郡平野郷町に至る3.48マイルの軌道敷設特許、並びに命令書が交付される。
- 1913年（大正2年）
  - 2月14日：大阪府西成郡今宮村字今池から大阪府東成郡平野郷町に至る3.48マイルの軌道敷設の認可を得て、阪南電気軌道株式会社設立され、正式に発足。資本金60万円（現在の価格に換算すると、約10億3000万円）。
  - この年：阪南電気軌道株式会社に対して工事施工認可が下りる。今池 - 平野間5.9kmの軌道敷設工事着工。
  - 7月16日：旧・阪堺電気軌道が阪南電気軌道を合併し、今池 - 平野間の軌道敷設事業を継承するとともに、資本金を360万円（61億8317万円）に資本増強。
- 1914年（大正3年）4月26日：旧・阪堺電気軌道株式会社が今池 - 平野間5.9kmの路線を平野支線として旅客営業を開始。全区間4銭。
- 1915年（大正4年）
  - 4月：阪堺電気軌道と南海鉄道との切符の共通取扱開始。
  - 6月21日：阪堺電気軌道が南海鉄道と合併し、旧・阪堺電気軌道平野支線は、南海鉄道平野線となる。
  - （不明）：平野 - 柏原間の延伸を計画。
  - （不明）：平野 - 柏原間の軌道敷設を出願。
- 1921年（大正10年）6月7日：軌道法に基づき、南海鉄道に対して平野線、平野 - 柏原間の軌道敷設特許、並びに命令書が交付される。
- 1922年（大正11年）3月：路面電車としては日本国内初となる色灯三位式自動閉塞信号機を導入。
- 1923年（大正12年）：天王寺土地株式会社から文ノ里駅の駅施設が寄付される。苗代田 - 股ヶ池間に文ノ里停留場を新設し、旅客営業を開始。
- 1929年（昭和4年）
  - 9月1日：南海鉄道上町線と平面交差する阿倍野（斎場前）交差点に南海鉄道上町線・天王寺駅前方面への連絡線が完成。
  - 12月8日：2両連結運転開始。「天王寺駅前 - 平野」系統の運行を開始。
- 1934年（昭和9年）9月21日：室戸台風の被害を受ける。
- 1935年（昭和10年）
  - 8月10日：中野 - 平野間に中野変電所を新設。
  - 9月13日：平野 - 柏原間の軌道敷設免許失効。
- 1940年（昭和15年）4月1日：大阪市電との連絡運輸開始。
- 1941年（昭和16年）6月15日：大阪市電との連絡運輸を廃止。
- 1942年（昭和17年）2月15日：中野 - 平野間に西平野停留場を新設し、旅客営業を開始。
- 1944年（昭和19年）6月1日：戦時中の戦時企業統合政策である『陸上交通事業調整法』によって、南海鉄道が関西急行鉄道と合併し、近畿日本鉄道が発足。近畿日本鉄道平野線となり、天王寺営業局の所属となる。
- 1947年（昭和22年）6月1日：旧・南海鉄道の路線が南海電気鉄道に分離譲渡。同社大阪軌道線の一路線となり、南海電気鉄道平野線となる。
- 1949年（昭和24年）1月10日：集電装置がトロリーポールからビューゲルになる。
- 1954年（昭和29年）4月11日：戦時中から休止となっていた「天王寺駅前 - 平野」系統の運行を再開。
- 1960年（昭和35年）6月：2両連結運転中止。
- 1966年（昭和41年）：日曜祝日ダイヤを導入。
- 1972年（昭和47年）6月：集電装置がビューゲルからパンタグラフになる。
- 1973年（昭和48年）3月 - 地下鉄谷町線天王寺 - 八尾南間の延伸工事着手。
- 1976年（昭和51年）7月1日：料金箱制を導入し、普通乗車券の発売を廃止。
- 1978年（昭和53年）
  - 4月16日：5分毎の運転を実施。
  - 11月26日：西平野 - 阿倍野間の用地を10年間の使用貸借契約を付帯条件に阪神高速道路公団（現在の阪神高速道路株式会社へ売却。
- （不明）：阪神高速14号松原線の建設工事に伴い、中野 - 西平野間の線路を建設中の高架下の工事用仮線に移設。
- 1979年（昭和54年）10月：阪堺線のワンマン化（上町線は1976年〔昭和51年〕7月1日から既にワンマン化）により、廃車予定のモ205型が平野線専用となる。
- 1980年（昭和55年）
  - 8月21日：南海電気鉄道が平野線 今池 - 平野間5.9kmの旅客営業の廃止を建設大臣と運輸大臣に許可申請（廃止日は大阪市営地下鉄谷町線の天王寺 - 八尾南間の延伸開業後）。
  - 11月11日：運輸審議会において、南海電気鉄道平野線 今池 - 平野間5.9kmの廃止が認可される。
  - 11月23日：「平野線さようなら記念乗車券」（100円券3枚セット）を発売。
  - 11月27日：最終運行日[1]。平野線「さよなら電車」を運行。平野線全線、及び阪堺線の恵美須町 - 今池間、上町線の天王寺駅前 - 阿倍野間の平野線直通運転区間を終日無料開放。午後11時23分、平野発・恵美須町行最終電車が発車。66年の歴史に幕を閉じる。
  - 11月28日：書類上の廃止日。
- ※平野線の廃止3日後の1980年（昭和55年）12月1日に、南海電気鉄道の大阪軌道線（阪堺線・上町線）が分社化され、現在の阪堺電気軌道株式会社が発足。

## 運行形態

### 運行系統
南海電気鉄道平野線は今池 - 平野間5.9kmの路線であるが、平野線のみを走る列車の設定はなく、阪堺線と直通運転を行う恵美須町 - 今池 - 平野間（恵美須町 - 今池間が阪堺線）と、上町線と直通運転を行う天王寺駅前 - 阿倍野 - 平野間（天王寺駅前 - 阿倍野が上町線）の2系統で運行されていた。これは平野線が阪堺線の今池停留場から分岐する支線として建設された経緯（平野線が開業した当時の路線名は「平野支線」であった）があったからである。
| 系統              | 経路                                   | 備考                                            |
| ----------------- | -------------------------------------- | ----------------------------------------------- |
| 恵美須町 - 平野   | 恵美須町 - 今池 - 阿倍野 - 田辺 - 平野 | 恵美須町 - 今池間は、阪堺線への直通運転区間     |
| 天王寺駅前 - 平野 | 天王寺駅前 - 阿倍野 - 田辺 - 平野      | 天王寺駅前 - 阿倍野間は、上町線への直通運転区間 |

### 運行ダイヤ
- 以下に平野線廃止直前の平野停留場のダイヤを示す。

#### 平日
| 5時  | 22分・42分                  | 29分・49分       |
| 6時  | 2分・22分・40分・50分・55分 | 10分・31分・45分 |
| 7時  | 3分 - 8分毎                 | 9分 - 12分毎     |
| 8時  | 2分 - 5分毎                 | 6分 - 9分毎      |
| 9時  | 3分 - 12分毎                | 12分毎           |
| 10時 | 12分毎                      | 12分毎           |
| 11時 | 12分毎                      | 12分毎           |
| 12時 | 12分毎                      | 12分毎           |
| 13時 | 12分毎                      | 12分毎           |
| 14時 | 12分毎                      | 12分毎           |
| 15時 | 12分毎                      | 12分毎           |
| 16時 | 5分 - 10分毎                | 10分 - 12分毎    |
| 17時 | 5分 - 10分毎                | 6分 - 12分毎     |
| 18時 | 4分 - 7分毎                 | 6分 - 10分毎     |
| 19時 | 6分 - 8分毎                 | 6分 - 10分毎     |
| 20時 | 5分 - 10分毎                | 8分 - 10分毎     |
| 21時 | 5分 - 10分毎                | 14分 - 16分毎    |
| 22時 | 0分・15分・33分・53分       | 6分・23分・44分  |
| 23時 | 1分・11分・23分             |                  |

#### 日・祝日・及び12月30日 - 1月4日
| 5時  | 22分・42分            | 29分・48分       |
| 6時  | 3分・21分・43分       | 10分・28分・50分 |
| 7時  | 15分毎                | 12分 - 18分毎    |
| 8時  | 15分毎                | 12分 - 18分毎    |
| 9時  | 8分 - 10分毎          | 8分 - 10分毎     |
| 10時 | 8分毎                 | 8分毎            |
| 11時 | 8分毎                 | 8分毎            |
| 12時 | 9分 - 10分毎          | 8分 - 11分毎     |
| 13時 | 9分 - 10分毎          | 9分 - 11分毎     |
| 14時 | 8分 - 11分毎          | 9分 - 11分毎     |
| 15時 | 8分 - 11分毎          | 8分毎            |
| 16時 | 6分 - 10分毎          | 6分 - 10分毎     |
| 17時 | 10分毎                | 10分毎           |
| 18時 | 10分毎                | 10分毎           |
| 19時 | 12分毎                | 12分毎           |
| 20時 | 12分毎                | 12分毎           |
| 21時 | 6分 - 15分毎          | 15分 - 17分毎    |
| 22時 | 0分・15分・33分・53分 | 7分・23分・44分  |
| 23時 | 1分・11分・23分       |                  |

## 阿倍野停留場の構造
起点の今池停留場は、平野線が停留場の南方で分岐するだけのことであり、施設的には他の途中駅と変わらず、現在でも停留場の佇まいはほぼ当時のままである。ただし平野線と上町線とが接続する阿倍野停留場については、交通量の多い阿倍野交差点における併用軌道上で平面交差しており、阿倍野停留場のホームは平野線用と上町線用の計4つのホームが存在した。
平野線の阿倍野停留場のホームは、阿倍野交差点の東側に位置する千鳥式ホームで、下り平野方面の線路には緊急時の渡り線が存在した。天王寺駅前発平野行きの電車が、上町線の下り線用ホームを発車すると、阿倍野交差点を左折東進、平野線へ入線後、再び平野線の下り線用ホームに停車したのに対して、平野発天王寺駅前行きの電車は、平野線の上り線用ホームのみに停車し、発車後、交差点を右折北上して上町線の天王寺駅前停留場へと向かった。これは当時、上町線の下り線用ホームは阿倍野交差点の北側にあったのに対し、上り線用ホームが阿倍野交差点の南側にあったためである（4つのホームのうち、このホームだけ道路上の白線のみで安全地帯が無かった）。平野から来た列車の扱いは操車係員が恵（恵美須町）・天（天王寺駅前）の何れかのボタンを押し、構内信号が青と同時にブザー・チャイムが鳴り発車する方式を取っていた。なお平野線の廃止後、阿倍野再開発事業によって、あべのベルタ東側の交差点に新たなホームが新設され（安全地帯も設置）、下りホームとの相対式となっている。

## 軌道
| 軌道種別 | 区間          | キロ程 | 道路名               | 平野線全線における割合 |
| -------- | ------------- | ------ | -------------------- | ---------------------- |
| 専用軌道 | 今池 - 飛田   | 0.4km  |                      | 86.4%                  |
| 専用軌道 | 阿倍野 - 平野 | 4.7km  |                      | 86.4%                  |
| 併用軌道 | 飛田 - 阿倍野 | 0.8km  | 大阪市道津守阿倍野線 | 13.6%                  |

平野線は南海大阪軌道線の中で最も専用軌道区間が多かったことから郊外電車のような趣もあり、前述したような連結運転なども行われた。
苗代田 - 文ノ里間には、大阪府道28号大阪高石線（あびこ筋）と交差する踏切が、中野 - 西平野間には、今里筋と交差する踏切があり、交通渋滞を引き起こしていた。また、計画道路として、文ノ里 - 股ヶ池間には松虫通が、西平野 - 平野間には主要地方道大阪内環状線（現在の国道479号）の建設が進みつつあったことから、これらの道路と交差する踏切も、交通渋滞を引き越こすことが予測された。

## 主な交差道路
- 堺筋
- 大阪市道津守阿倍野線（併用軌道）
- 庚申街道
- あびこ筋
- 今里筋
- 国道309号
- 阪神高速道路14号松原線

## 行先表示
平野線に入線する列車は、円形の板を使用し、恵美須町 - 平野が白地に黒文字、天王寺駅前 - 平野が青地に白文字で、それぞれ始終着停留場を並列表記していた。
戦後、新造されたモ351形、モ501形車両の行先表示が布製の方向幕式で登場し、ワンマン改造されたモ121形、モ151形、モ161形、モ205形（一部のみ）、モ301形車両、それに元京都市電のモ251形の行先表示も布製の方向幕式となった。
南海電気鉄道は、平野線廃止の数年前より、大阪軌道線の車両を対象に上町線、阪堺線のワンマン運転開始に伴う改造が順次行っていったが、そのうちモ161形の一部はツーマン運転への切替が可能で、改造後、平野線の廃止までの僅かの間、「ワンマンカー」の表示板を裏返し、「平野」行きの方向幕を掲出して、車掌を乗せ平野線に入線するという半ば暫定的な姿がみられた。また、ワンマン非対応車であり、平野線廃止と同じくして全車廃車となる予定だったために、それまで小型車でワンマン運用には不向きである阪堺線を中心に運用されていたモ205形は、ワンマン改造されずに廃止を迎えた平野線に集中的に運用され、最末期は逆に平野線の「顔」ともなった。モ205形は廃止時まで行先板を使用していた。なお、その後に車両計画に変更があり、3両のみワンマン改造され、阪堺電気軌道に継承されている（既に廃車）。
ちなみに、平野線が廃止される2年前の1978年（昭和53年）9月30日限りで全廃された京都市電1800形の6両が譲渡され、大阪軌道線のモ251形として運用を始めている。ワンマン改造車共通の方向幕のため「平野」が存在しており、数えるほどではあるが平野線での運用が確認されている。
現在、阪堺電気軌道に引き継がれている南海時代からの車両モ161形、モ251形（既に廃車になっているが、256号車が我孫子道車庫に保管されている）、モ351形、モ501形の、旧タイプ（もはや、皆無に等しいがモ161形174号車には残っている。ただし廃車解体済）の方向幕を参考に示す。

## 使用車両
| 車両形式                        | 現状                                       | 備考     | 備考                                                                             |
| 車両形式                        | 現状                                       | 車両番号 | 状態                                                                             |
| ------------------------------- | ------------------------------------------ | -------- | -------------------------------------------------------------------------------- |
| モ101型                         | 全車廃車                                   |          |                                                                                  |
| モ121型（旧大阪市交通局1601形） | 全車廃車※                                  |          |                                                                                  |
| モ151型                         | 全車廃車                                   | 151号車  | サンフランシスコ市営鉄道で動態保存                                               |
| モ151型                         | 全車廃車                                   | 153号車  | 大阪市城東区にある個人宅で保存。                                                 |
| モ161型                         | 現用                                       |          |                                                                                  |
| モ201型                         | 全車廃車                                   |          |                                                                                  |
| モ205型                         | 全車廃車                                   | 211号車  | 大阪府高石市にある南海電鉄の 社員研修所の教材としてのカットボディーに改造。      |
| モ205型                         | 全車廃車                                   | 212号車  | 大阪府堺市堺区にある賢明学園幼稚園で保存。                                       |
| モ205型                         | 全車廃車                                   | 217号車  | 和歌山県和歌山市にある和歌山県立和歌山交通公園で保存。                           |
| モ205型                         | 全車廃車                                   | 223号車  | 大阪府東大阪市にある鴨高田神社で保存。                                           |
| モ205型                         | 全車廃車                                   | 229号車  | 大阪府大東市にある大阪産業大学で保存。                                           |
| モ205型                         | 全車廃車                                   | 237号車  | 大阪府大阪市天王寺区にある四恩学園で保存、ただし原型はほとんど留めていない。     |
| モ205型                         | 全車廃車                                   | 247号車  | カナダ・エドモントン市にある保存鉄道・エドモントン放射鉄道協会に動態保存。       |
| 248号車                         | 大阪府藤井寺市にある大井垣添児童園で保存。 |          |                                                                                  |
| モ251型（旧京都市交通局1800型） | 全車廃車                                   | 255号車  | アメリカ合衆国アリゾナ州のツーソンにあるオールド・プエブロ・トロリーに動態保存。 |
| モ251型（旧京都市交通局1800型） | 全車廃車                                   | 256号車  | 大阪府大阪市住吉区にある我孫子道車庫で保管。                                     |
| モ301型                         | 全車廃車                                   |          |                                                                                  |
| モ351型                         | 現用                                       |          |                                                                                  |
| モ501型                         | 現用                                       |          |                                                                                  |

- モ121型車両の制御装置・ブレーキ・営業機器などは、モ601型に流用されている。
- 平野線における大型車の最晩年のうち、雲電車塗装の車に関しては、阪堺線ワンマン化まで、黄緑色のモ161型が充当されていた（ツーマン対応車のため）。運用の際は「ワンマンカー」のプレートを裏返して充当された。
- さらにそれ以前（上町線ワンマン化まで）は、モ161型（170以降）およびモ301型（以上青色）、モ351型およびモ501型（以上橙色）の雲電車ついても、ワンマン改造完了後の状態で運用された（ただし、いずれもツーマン非対応車のため「ワンマンカー」プレートは外された状態で充当された）。

## 駅一覧
全駅大阪府大阪市に所在。接続路線の事業者名は廃止時点のもの。
| 路線名       | 停留場名                | 駅間キロ | 営業キロ | 阪堺線直通 | 上町線直通 | 接続路線 | 代替駅           | 所在地   |
| ------------ | ----------------------- | -------- | -------- | ---------- | --- | --- | ---------------- | -------- |
| 阪堺線       | 恵美須町停留場          | (0.6)    | (1.0)    | ●          | | 大阪市営地下鉄： 堺筋線 |                  | 浪速区   |
| 阪堺線       | 南霞町停留場            | (0.4)    | (0.4)    | ●          | 日本国有鉄道：大阪環状線・関西本線（新今宮駅） 南海電気鉄道：南海本線（新今宮駅） 大阪市営地下鉄： 御堂筋線・ 堺筋線（動物園前駅） | | 西成区           |          |
| 阪堺線       | 今池停留場              | 0.0      | 0.0      | ●          | 【乗換指定駅】 南海電気鉄道：阪堺線（住吉・浜寺駅前方面）・天王寺支線（今池町駅）                                                  | | 西成区           |          |
| 平野線       | 今池停留場              | 0.0      | 0.0      | ●          | 【乗換指定駅】 南海電気鉄道：阪堺線（住吉・浜寺駅前方面）・天王寺支線（今池町駅）                                                  | | 西成区           |          |
| 飛田停留場   | 0.4                     | 0.4      | ●        |            | 阪堺線：今船停留場 | | 西成区           |          |
|              |                         |          |          |            | | |                  |          |
| 上町線       | 天王寺駅前停留場        | (0.5)    | (0.5)    | ∥          | ● | 日本国有鉄道：大阪環状線・関西本線・阪和線（天王寺駅） 近畿日本鉄道：南大阪線（大阪阿部野橋駅） 大阪市営地下鉄： 御堂筋線・ 谷町線（天王寺駅） 南海電気鉄道：天王寺支線（天王寺駅） |                  | 阿倍野区 |
| 上町線       | 阿倍野停留場 （斎場前） | 0.8      | 1.2      | ●          | ● | 【乗換指定駅】 南海電気鉄道：上町線（住吉・住吉公園方面） | 谷町線：阿倍野駅 | 阿倍野区 |
| 平野線       | 阿倍野停留場 （斎場前） | 0.8      | 1.2      | ●          | ● | 【乗換指定駅】 南海電気鉄道：上町線（住吉・住吉公園方面） | 谷町線：阿倍野駅 | 阿倍野区 |
| 苗代田停留場 | 0.5                     | 1.7      | ●        | ●          | | 谷町線：文の里駅 |                  | 阿倍野区 |
| 文ノ里停留場 | 0.5                     | 2.2      | ●        | ●          | | 谷町線：文の里駅 |                  | 阿倍野区 |
| 股ヶ池停留場 | 0.5                     | 2.7      | ●        | ●          | | 谷町線：田辺駅 |                  | 阿倍野区 |
| 田辺停留場   | 0.6                     | 3.3      | ●        | ●          | | 谷町線：田辺駅 | 東住吉区         |          |
| 駒川町停留場 | 0.5                     | 3.8      | ●        | ●          | | 谷町線：駒川中野駅 | 東住吉区         |          |
| 中野停留場   | 0.5                     | 4.3      | ●        | ●          | | 谷町線：駒川中野駅 | 東住吉区         |          |
| 西平野停留場 | 1.1                     | 5.4      | ●        | ●          | | 谷町線：平野駅 | 平野区           |          |
| 平野停留場   | 0.5                     | 5.9      | ●        | ●          | | 谷町線：平野駅 | 平野区           |          |

## 運賃

### 普通運賃
廃止当時の普通運賃は以下のとおり。
| 区間  | 区間                                                        | 運賃  | 運賃 |
| 区間  | 区間                                                        | 大人  | 小児 |
| ----- | ----------------------------------------------------------- | ----- | ---- |
| 1区間 | 大阪市内のみ乗車                                            | 100円 | 50円 |
| 1区間 | 堺市内のみ乗車                                              | 100円 | 50円 |
| 2区間 | 大阪市内 - 堺市内間を連続して乗車                           | 140円 | 70円 |
| 2区間 | 【乗り換え指定駅】 阿倍野・今池・住吉・我孫子道での乗り換え | 140円 | 70円 |

### 定期旅客運賃
- 1976年（昭和51年）7月から実施された上町線のワンマン運転に合わせて平野線の文ノ里停留場の切符売り場も閉鎖され、平野線内の有人駅は平野停留場のみとなった。
- この運賃表は、文ノ里停留場の切符売り場が閉鎖された当時の文ノ里停留場の定期旅客運賃表である。

| 停留場名     | 経由        | 通勤定期 | 通勤定期 | 通勤定期 | 通学定期 | 通学定期 | 通学定期 | 備考                                 |
| 停留場名     | 経由        | 1か月    | 3か月    | 6か月    | 1か月    | 3か月    | 6か月    | 備考                                 |
| ------------ | ----------- | -------- | -------- | -------- | -------- | -------- | -------- | ------------------------------------ |
| 天王寺駅前   | 阿倍野      | 1,900円  | 5,420円  | 10,260円 | 740円    | 2,110円  | 4,000円  | 上町線連絡                           |
| 恵美須町     | 今池        | 2,500円  | 7,130円  | 13,500円 | 1,060円  | 3,030円  | 5,730円  | 阪堺線連絡                           |
| 南霞町       | 今池        | 2,200円  | 6,270円  | 11,880円 | 900円    | 2,570円  | 4,860円  | 阪堺線連絡                           |
|              |             |          |          |          |          |          |          |                                      |
| 今池         |             | 2,200円  | 6,270円  | 11,880円 | 900円    | 2,570円  | 4,860円  |                                      |
| 飛田         | 1,900円     | 5,420円  | 10,260円 | 740円    | 2,110円  | 4,000円  |          |                                      |
| 阿倍野       | 1,600円     | 4,560円  | 8,640円  | 580円    | 1,660円  | 3,140円  |          |                                      |
| 苗代田       | 1,600円     | 4,560円  | 8,640円  | 580円    | 1,660円  | 3,140円  |          |                                      |
| 田辺         | 1,900円     | 5,420円  | 10,260円 | 740円    | 2,100円  | 4,000円  |          |                                      |
| 駒川町       | 1,900円     | 5,420円  | 10,260円 | 740円    | 2,100円  | 4,000円  |          |                                      |
| 中野         | 2,200円     | 6,270円  | 11,880円 | 900円    | 2,570円  | 4,860円  |          |                                      |
| 平野         | 2,200円     | 7,130円  | 13,500円 | 1,060円  | 3,030円  | 5,730円  |          |                                      |
|              |             |          |          |          |          |          |          |                                      |
| 天下茶屋     | 今池 今池町 | 2,500円  | 7,130円  | 13,500円 | 1,060円  | 3,030円  | 5,730円  | 天王寺支線連絡                       |
| 難波         | 今池 今池町 | 2,800円  | 7,980円  | 15,120円 | 1,220円  | 3,460円  | 6,590円  | 天王寺支線 天下茶屋経由 南海本線連絡 |
| 住ノ江       | 今池 今池町 | 3,300円  | 9,450円  | 17,820円 | 1,530円  | 4,370円  | 8,270円  | 天王寺支線 天下茶屋経由 南海本線連絡 |
| 宿院         | 今池        | 3,800円  | 10,830円 | 20,520円 | 1,800円  | 5,130円  | 9,720円  | 阪堺線連絡                           |
| 綾野町       | 今池        | 3,800円  | 10,830円 | 20,520円 | 1,800円  | 5,139円  | 9,720円  | 阪堺線連絡                           |
| 我孫子道     | 今池        | 3,150円  | 8,580円  | 17,010円 | 1,380円  | 3,940円  | 7,460円  | 阪堺線連絡                           |
| 北天下茶屋   | 今池        | 2,500円  | 7,130円  | 13,500円 | 1,060円  | 3,030円  | 5,730円  | 阪堺線連絡                           |
| 住吉公園     | 阿倍野      | 2,800円  | 7,980円  | 15,120円 | 1,220円  | 3,480円  | 6,500円  | 上町線連絡                           |
| 帝塚山四丁目 | 阿倍野      | 2,500円  | 7,130円  | 13,500円 | 1,060円  | 3,030円  | 5,730円  | 上町線連絡                           |
| 北畠         | 阿倍野      | 2,200円  | 6,270円  | 11,880円 | 900円    | 2,570円  | 4,860円  | 上町線連絡                           |

## 幻の柏原延伸計画
平野線は、平野からさらに中河内郡柏原町（現・柏原市）方面への延伸を計画し、認可を受けていたが、1929年に発生した世界恐慌の影響や1931年に勃発した満州事変に始まる戦争への突入によって実現しなかった。
- 動力：電気
- 軌間：1435mm
- 区間：平野 - 柏原間
- キロ程：9.756km
- 概算建設費：220万6655円
- 特許年月日：1921年（大正10年）6月7日
- 工事施工許可年月日：1925年（大正14年）12月24日
- 工事着工期限：1926年（大正15年）6月23日
- 工事施工期限：1934年（昭和9年）6月23日

## 幻の高速鉄道化計画
1963年（昭和38年）3月29日の「都市交通審議会答申第7号」において、専用軌道が続く平野線の阿倍野 - 平野間を高速鉄道化し、上町線への乗り入れ区間である天王寺 - 阿倍野間に高速新線を建設することによって、大阪市営地下鉄谷町線と相互直通運転を実施することが答申されたが実現しなかった。

## 短命に終わった南海平野線代行バス
大阪市営地下鉄谷町線の天王寺 - 八尾南間の延伸の際、阿倍野 - 平野間は既存の平野線の阿倍野 - 西平野間に沿う形で建設されたが、今池 - 阿倍野間は谷町線のルートから外れたため、平野線の飛田停留場から程近い今池 - 松田町間に今船停留場を新設し、この停留場を飛田停留場の代替とし、今池 - 飛田間をこれに置き換えた。
そして、残る飛田 - 阿倍野間は、南海観光バス・天下茶屋営業所が運行するマイクロバスによる代行輸送となったが、阪堺電気軌道となった阪堺線と上町線との接続の悪さに加え、実際の運行距離よりも阿倍野での折り返し回送（阿倍野交差点は転回禁止）の距離方が長かったことによる効率性の悪さが仇となって、結局1年程で廃止された。

## 廃止後の状況
廃線跡はほとんどが生活道路と化している。
今池 - 飛田間
分岐点と堺筋との交差点の専用軌道跡には雑居ビルが建っている。
大阪市道津守阿倍野線 天下茶屋東1丁目交差点から阿倍野交差点までの道路南側に残る架線支柱。
平野線の廃止に伴い、架線を支える支柱としての役目は終えたが、廃止以後も、大阪市西成区玉出東1丁目にある現在の阪堺電気軌道玉出変電所からの電気を阪堺線を経由し、上町線に送る送電線の架線支柱としての役目を担うことになった。その際、支柱番号は、上町線の饋電線を意味する「上 キ」となっている。
阿倍野交差点北東側にある架線支柱
平野線の廃止に伴い、上町線と平野線とを連絡する渡り線の架線を支える支柱としての役目を終え、長らく上町線の東側送電線のみの架線支柱となっていたが、都市計画道路長柄堺線の拡幅工事に伴う上町線の線路移設に伴い上町線の架線を支える支柱として再び本来の役目に復帰した。
阿倍野区阪南町1丁目にある阿倍野苗代田郵便局。
1944年（昭和19年）6月1日に開局した当時、平野線の苗代田停留場前にあったことから「苗代田」が局名となり、平野線の廃止後も、郵便局名の変更もなく今日に至っている。
文ノ里停留場跡の記念碑
現在の阪神高速14号松原線の高架下、そして地下鉄谷町線文の里駅の7号出入口付近にあった平野線の文ノ里停留場跡の前に平野線の歴史や停留場の沿革を記した記念碑が建っている。これは、廃止後地元の文ノ里商店連合会から南海電気鉄道に、長年親しんできた文ノ里停留場の跡を偲ぶモニュメントをとの要望を受け、同社が1981年（昭和56年）3月に建立したものである。
東住吉区針中野3丁目に残る石の道標
刻まれている文字は「はりみち」と「でんしやのりば」。前者は江戸・元禄年間から今も続き、「針中野」の地名の由来ともなった「中野小児鍼」を指す。一方、後者の「でんしやのりば」は、道標の建立日が大正3年（1913年）4月とあることから、この月に開通した南海鉄道平野線中野駅であるとされる。
平野区背戸口5丁目にある「背戸口公園」
西平野停留場跡に作られた公園で、公園内に設置されているレリーフには、阪堺線と上町線への直通運転区間を含めた当時の路線図とモ205型電車が描かれているほか、公園内の地面は線路をイメージした模様となっている。
西平野 - 平野間
この区間は背戸口公園（前述）とプロムナード平野（後述）に挟まれた形で廃線跡に住宅数件とカラオケBOX「ビッグエコー」が建っている。現在この区間の中間ぐらいの位置に国道479号線が交差しているが、その国道は平野線廃止後に整備された道路である。
平野区平野本町1丁目にある「プロムナード平野」
終点であった平野停留場、および平野運輸区の建物跡と、その手前数百メートルの線路跡地を活用し、当時としてはモダンな八角形の屋根が特徴だった旧駅舎を模したベンチ、晩年、上町線と阪堺線とのワンマン化に伴い平野線専用として走っていたモ205形電車のレリーフ、信号機、レンガ敷きのレール、それに当時、平野停留場で実際に使われていた車止めレールやホームの骨組を利用した藤棚などがある。
元々の計画では、平野停留場の駅舎やホームが保存される予定であったため、モ205型240号車もホームに留置されていたが、のちに駅舎とともに解体され、現在のように整地されるに至った。これがきっかけとなって平野のまちづくり運動が生まれた。
平野区平野本町1丁目にある「平野南海商店街」
平野停留場に面していることからこの名が付けられ、廃止後も商店街名の変更もなく今日に至っている。